# Thanatus aridorum
Thanatus aridorum är en spindelart som beskrevs av Silhavy 1940. Thanatus aridorum ingår i släktet Thanatus och familjen snabblöparspindlar. Inga underarter finns listade i Catalogue of Life.